# Romulus Vulcănescu
Romulus Vulcănescu (n. 23 februarie 1912, București – d. 10 noiembrie 1999, București) a fost scriitor și etnolog, fiul Anei Vulcănescu (născută Ionescu) și al lui Horia Vulcănescu. A fost  membru de onoare (1993) al Academiei Române.

## Biografie
Urmează școala primară și patru clase de liceu la Galați, continuă la Liceul Spiru Haret din București, unde va face și studii de sociologia culturii și etnologie la Facultatea de Litere și Filosofie (1934-1937). 
A fost profesor de filosofie și drept (1937-1950), de drept și chimie (1950-1957) la Liceul Militar Nicolae Filipescu de la Mănăstirea Dealu, la Giurgiu și București. Sub îndrumarea lui Dimitrie Gusti, își ia doctoratul în etnologie-sociologie a culturii în 1944 (validat în 1947), cu teza Troița, o problemă de mitologie română, din care va publica prima parte, Coloana cerului, în 1972.
Din 1958 a fost cercetător și șef de sector la Institutul de Arheologie din București, cercetător și șef de sector la Institutul de Istoria Artei (din 1960), cercetător și șef al Secției etnografice (din 1967) la Institutul de Etnografie și Folclor, ale Academiei Române. 
Face parte din Instituto Internazionale di Sociologia (Roma, 1965), Union Internationale des Sciences Anthropologiques et Ethnologiques (1967), The Folklore Society (Londra, 1972), Association Internationale d'Etudes des Civilisations Mediterraneennes (1973) etc., iar în 1993 este ales membru de onoare al Academiei Române.
A fost redactor la revistele Trimestrial de mitologie și estetică (1931), Gongul (1941), Symposion (1943-1944), Cercetări folclorice (1947), Etimologica. Publică articole în revistele Dacia, Porunca vremii, Buna-Vestire, Suflet nou, Îndreptar, Presa Olteniei, Ramuri, Studii și cercetări de istoria artei, Revista de etnografie și folclor, Revue historique du Sud-Est Europeen etc., uneori semnând cu inițiale (R.V.) sau Vulca, Vulcan, V. Petre și Petre V. 

În 1981 a fost distins cu premiul „Simion Bărnuțiu” al Academiei Române.
A elaborat lucrări de sociologia și filosofia culturii, mitologie, etnografie, etnologie și folcloristică. O secțiune însemnată a operei sale o constituie studiile de mitologie, numărându-se printre cercetătorii care au făcut pasul important de la mitografie la mitologie. Romulus Vulcănescu afirma că «în fond mitologia este sarea oricărei culturi, expresia creației majore a tuturor experiențelor transculturale. Nu poți cunoaște capacitatea de creație spirituală a unei comunități etnice sau naționale fără să-i cunoști concepția mitică, istoria particulară a viziunii sale seculare despre destinul omului în cosmos, valențele condiției creatoare în ecosistemul din care face parte, aspirațiile etice în contextul spiritual al umanității».
Principalele sale lucrări în acest domeniu sunt Fenomenul horal (1944),  Coloana cerului (1972),  Măștile populare (1970) și Mitologie română (1985).

## Opera literară
- Chestionar mitologic, Târgoviște, 1938;
- Două tipuri de mitologie română, București, 1944;
- Fenomenul horal, Craiova, 1944;
- Boșimanii, București, 1967;
- Etnografia: știința culturii populare, București, 1966;
- Etnologie juridică, București, 1970;
- Incașii, București, 1970;
- Măștile populare, București, 1970;
- L'Echo de quelques monuments megalithiques dans le paleofolklore roumain, Praga, 1971;
- Coloana cerului, București, 1972;
- Drumuri și popasuri străvechi (în colaborare cu Paul Simionescu), București, 1974;
- Istoria etnologiei românești, București, 1975;
- Dicționar de etnologie, București, 1979;
- Mitologie română, București, 1985;
- Izvoare de cultură. Secvențe dintr-un itinerar etnologic, București, 1988;
- Calea zeilor, București, 2000.